# Бадуљаса (Телеорман)
Бадуљаса (рум. Băduleasa) насеље је у Румунији у округу Телеорман у општини Путинеју. Oпштина се налази на надморској висини од 55 m.

## Становништво
Према подацима из 2002. године у насељу је живело 1060 становника, од којих су сви румунске националности.